# 踊正太郎
踊 正太郎（よう しょうたろう、1977年1月23日 - ）は、日本の津軽三味線演奏家。津軽三味線踊正太郎流創始。茨城県石岡市出身。いばらき大使。石岡市ふるさと大使。
血液型O型。身長162cm。体重70kg。趣味は電車・バス旅、落語観賞。好物は蕎麦・ホタテ・マグロ・鶏の唐揚げ・モンブラン・杏仁豆腐。

## 人物
生まれたときから視力がなく、舞踊教授であった祖母の稽古場で民謡を聴いて育つ。
祖母からの3歳の誕生日プレゼントの三味線を「音の出るおもちゃ」と思い夢中でかき鳴らしていた。次第に音程を取るようになり6歳から井坂斗絲幸師に津軽三味線を学ぶ。
同時に茨城県立盲学校に入学するが、三味線を追求したく寄宿舎には入らず往復3時間半の道のりを12年間通学した。
高校2年のとき、腕試しに初めて挑戦した登竜門・津軽三味線全国大会で6位に入賞したことが契機となり将来を決めた。
この頃から視覚障害者の職業選択の自由を強く意識するようになり、大学進学を止め高等部で卒業後、単身で津軽三味線本場の青森県弘前市へ移住し修行する。
津軽三味線第一人者の名人・山田千里師の下で研鑽を積み、大会初出場から4年後の20歳でチャンピオンになり三連覇後プロデビュー。
津軽三味線は、津軽地方（青森県西部）でボサマ（坊様）と呼ばれた男性視覚障害者の門付芸として発展・伝承してきたが津軽民謡の古典曲を継承する者は数少なく、現在、視覚障害のある演奏家は唯一無二。オリジナル曲を多数公表する絶対音感を持つ奏者である。
現代合奏曲や独奏曲の作曲、新民謡や歌謡舞踊の作詞作曲、アーティストや舞台音楽、地方公共団体ＰＲや企業ＣＭ等の楽曲制作を手がける。
次世代に三味線の楽しさを伝えたいと、児童・生徒へワークショップや各地の門弟へ教授を行っている。

## 来歴
1980年、3歳で茨城県芸術祭にて民謡・秋田小原節を唄い初舞台を踏む。
6歳より津軽三味線奏者の井坂斗絲幸師に入門する。
16歳で津軽三味線全国大会に初出場ながら6位で衝撃的デビューと話題になる。
更なる津軽の音を求め、盲学校高等部卒業と同時に青森県へ移住し、弘前市在住の名人・山田千里師の内弟子となる。
1997年、1998年、1999年、津軽三味線全国大会（青森県弘前市）で三連覇。
2000年、芸道へ導いた祖母（進藤よう）を敬い、進藤正太郎（しんどう しょうたろう）から踊正太郎（よう しょうたろう）へ改名する。
2003年、芸道25周年記念コンサート「心の光（みち）」（東京都きゅりあんホール）開催。
2005年、踊正太郎流・正太郎の会創設。
2008年、津軽三味線日本一決定戦（青森県青森市）第2代日本一。
2012年、CD「津軽五大民謡」（キングレコード）発売。
2017年、「いばらき大使」、「石岡市ふるさと大使」就任。
2018年、芸道35周年記念コンサート「茨城のうた」（茨城県立県民文化センター）開催。茨城応援ソング「だって茨城だっぺ！」公表。
2021年、石岡市観光PR動画「SATOYAMA landscape ISHIOKA」・楽曲制作「悠久に咲く」公表。

## 書籍

### 単行本
- 母さん、ぼくに光をください（緑川崇久著・ポプラ社 1994年10月）
- 心に響く言の葉（佐藤嘉道著・気天舎 2006年9月）

### 教養
- 月刊誌「道徳と特別活動」今、君たちに伝えたいこと（文溪堂 2007年8月）

## 記録映像
- 不屈の出発〜津軽三味線にかける青春〜（NHKプライム10・1993年5月20日）
- 津軽三味線が光をくれた（ドキュメンタリー人間劇場・1994年5月25日）

## 成績
- 第12回津軽三味線全国大会6位入賞（1993年）
- 第16回津軽三味線全国大会チャンピオン（1997年）
- 第17回津軽三味線全国大会二連覇（1998年）
- 第18回津軽三味線全国大会三連覇（1999年）
- 第21回津軽小原節唄付け全国大会優勝（2002年）
- 第23回津軽よされ節唄付け全国大会優勝（2004年）
- 第25回津軽じょんから節唄付け全国大会優勝（2006年）
- 第2回津軽三味線日本一決定戦日本一（2008年）

## 受賞
- 第6回チャレンジ賞・社会福祉法人視覚障害者支援総合センター（2008年）
- 第10回塙保己一賞奨励賞・埼玉県（2016年）
- 平成30年度茨城県表彰・茨城県（2018年）